# 노보체르카스크 전기 기관차 공장
노보체르카스크 전기 기관차 공장(러시아어: Новочерка́сский электровозострои́тельный завод)은 구 소련과 러시아의 전기 기관차 생산 업체이다. 현재 러시아와 독립 국가 연합의 기관차 중 약 80%를 생산하고 있으며, 총 40종류 이상 15,000량 이상의 기관차를 제작하였다. 로스토프주 노보체르카스크에 본사가 있다.

## 역사
초기 러시아의 전기 기관차는 제작 수량도 적었으며 모스크바 차량 공장과 콜로멘스크 공장의 협력으로 제작되었다. 1946년 전기 기관차 사업을 노보체르카스크로 이전한 이후 러시아 국내에서 전기 기관차 개발이 시작되었다.
노보체르카스크 전기 기관차 공장은 원래 증기 기관차 공장이었다. 1932년 11월 8일 노보체르카스크에서 10km 정도 떨어져 있는 야노보 근처에 지어졌다. 스텝 지대에 공장을 짓는 것은 매우 어려운 작업이었는데, 충분한 집과 수송력과 노동력이 없기 때문이었다. 이러한 어려움에도 불구하고 노보체르카스크 전기 기관차 공장의 건설 사업은 당시 러시아에서 제일 컸던 건축 사업이었다.
1934년부터 이주가 시작되었으며, 1932년에서 1936년까지 공장의 여러 동이 올라오기 시작했다. 1936년 5월 1일 공장의 1호 협궤 기관차 159호 3량이 생산되었다. 이후 증기 기관차 9P 등을 생산하기 시작했다.
제 2차 세계대전 동안 우랄 산맥의 봇킨스크로 대피하였고, 군용 비행기와 야전포, 전차 등을 생산하였다. 독일군은 이 공장을 완전히 파괴시켰다.

### 1940, 50년대

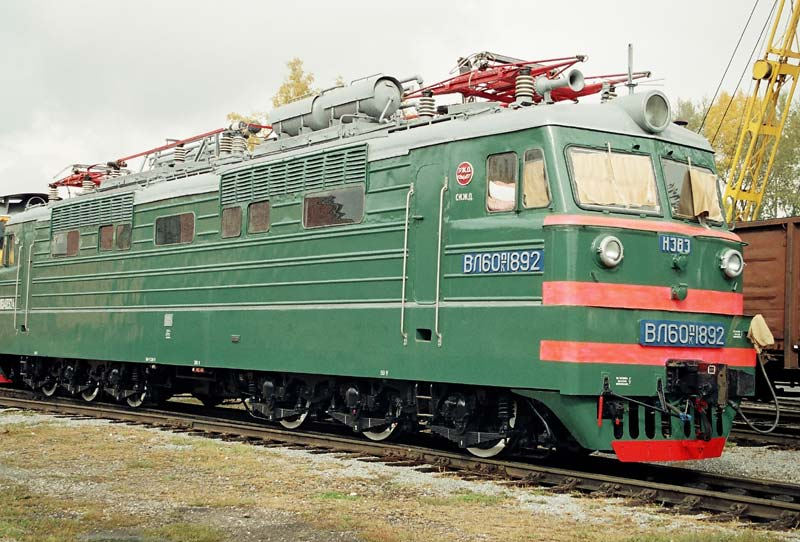
VL60pk 기관차.

노보체르카스크가 해방된 1943년부터 복구 작업이 시작되었다. 1945년 소련 인민위원회에서 전기 기관차의 생산을 결정하였고, 그 결과 전기 기관차 VL22M이 생산되었다. 1947년 3월 7일부터 생산이 시작되어 1948년에 대량 생산 체계를 갖추었다. 1952년부터는 수출도 시작되어 인도, 불가리아, 조선민주주의인민공화국 등지로도 수출이 이루어졌다.
화물 수송량을 증가시키기 위해서 1953년부터 VL8 기관차를 생산하였고, 1955년 7종류의 기관차를 실험 제작하였다. 1956년 3월 1000번째 차량 VL8-009가 출고되었다. 이 시기에는 교류 전기 기관차가 처음으로 생산되기 시작하였고, 1954년 첫 6축 전기 기관차가 생산되었으며, VL61이라는 이름이 붙었다. 이후 이 기관차를 기반으로 1957년 VL60 기관차를 제작하였다.
1958년 전기 기관차 연구 기관을 설립하였고, 이는 이후 전 연방 전기 기관차 과학 기술 설계 및 제작 기관(Всесоюзный научно-исследовательский, проектно-конструкторский и технологический институт электровозостроения, ВЭлНИИ)로 재편된다. 이후 개발되는 전기 기관차는 VElNII와 협력해서 제작하였다.

### 1960-90년대
이 시기에는 새로운 전기 기관차가 많이 개발되었다. VL60k를 기반으로 한 여객용 기관차 VL60pk, 이 외에도 VL80k, VL80t, VL80p 등이 생산되었다. 직교류 겸용 VL82, VL82m도 이 시기에 생산되었다. 일부 시험용 기관차도 개발되었다. VL80a는 유도 전동기, VL80b는 정류기 전동기, VL80vr은 게이트 모터 및 회생 제동, VL84가 있다.
1962년 6월 1일 임금 문제 때문에 총파업을 하였다. (노보체르카스크 사건 참고)
1983년 교류 전기 기관차 VL85 12량이 생산되었고, 광산을 위하여 OPE1 기관차를 생산하였다. 핀란드 철도를 위해서 1971년부터 Sr1 기관차, 폴란드 철도를 위해서 1978년부터 ET42 기관차를 생산하였다. 1983년에는 VL80s 272량, VL80r 36량, Sr1 5량, VL85 2량, OPE1 26량 및 트빌리시 전기 기관차 공장을 위한 VL10 전장품을 생산하였다.
1978년부터 공장 재건축에 들어가서 잠시 동안 연간 생산량이 줄었고, 1985년에 재건축이 끝나서 연간 470량의 기관차를 생산할 수 있게 되었다. 2단계 재건축 사업에서는 30km 밖에 새 공장을 설립하였다. 1987년부터 1990년까지는 중국 철도 8G 기관차를 100량 생산하였다.
1995년에 트란스마시홀딩의 일부가 되었다.

## 사진

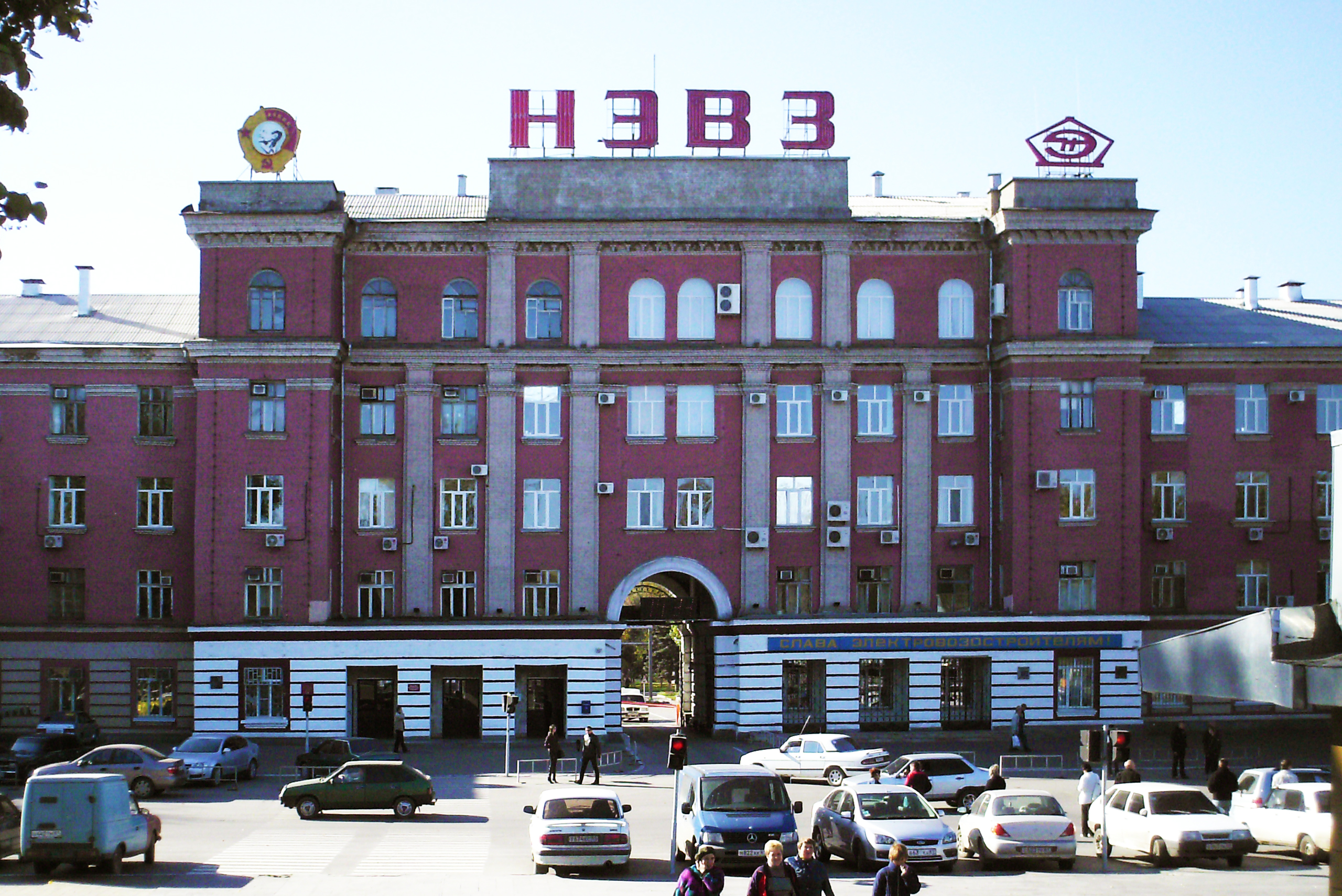
공장 주 건물